# 월간 간간 JOKER
《월간 간간 JOKER》(일본어: 月刊ガンガンJOKER 겟칸 간간 조카[*], 월간 간간 조커)는 스퀘어 에닉스가 발행하는 일본의 월간 만화 잡지이다. 2009년 4월 22일에 창간 하였으며, 간행주기는 매월 22일에 발매된다.

## 개요
2009년까지 간행된 '간간 파워드' (《월간 소년 간간》 증간) 및 《월간 간간 WING》의 후계 잡지에 해당한다.
2009년 2월 13일에 공식 사이트가 개설 된 초기에는 잡지 이름과 창간 예정일의 고지만 이루어지고 상세한 내용은 밝혀지지 않았지만 2월 21일 발매의 「간간 파워드」 4월호 및 2월 26일 발매의 「월간 간간 WING」 4월호에서 두 잡지의 휴간과 양지에서 연재된 일부 작품 「월간 간간 JOKER」 로의 이적 「월간 간간 JOKER」 의 새로 연재의 진용이 발표되었다.
신인상으로 간간 WING 편집부가 주관했던 "하늘의 날개 상"을 실질적으로 물려받아 "월례 간간 JOKER 신인 만화상"을 개최하고 있다.

## 특징
창간 초기에는 「간간 파워드」 후기의 노선을 계승해, 동인 게임을 원작으로 하는 만화화 작품에 주력하고 있었지만 최근에는 TV애니메이션이나 라이트노벨의 코미컬라이즈도 실시하고 있다.
또한 간간 파워드 편집부가 담당했던 간간 코믹스 앤솔로지 편집 작업을 계승하고 있다. (여성용 앤솔로지만 월간 G판타지 편집부가 담당).
분류상 소년지이기 때문에 게재 작품에 후리가나가 붙여져 있다. 또한 자매지인 《월간 G 판타지》처럼 본편에 들어가기 전 첫 페이지에 줄거리나, 인물 소개가 실리는 프리페이지도 마련되어 있다.
작가들의 코멘트는 월간 간간 JOKER 공식 사이트 "JOKER 집필진 코멘트"에 게재된다.

## 연재 작품
- 연재 중인 작품에 대해서는 굵은 글씨로 표기하고 배경에 색을 붙였다.
- 작품명의 순서에 관해서는 연재 시작 순서대로, 그 다음에 오십음 순서대로.
- 이적 전에 대해서는, 비고란에 「← 『이적 전의 잡지명』」 의 형태로 표기.

|  | 연재중（2016년 1월 ~ ） |  | 제목 (비 데이터) |

|      | 작품명                                                           | 작가(작화)                                                          | 원작자 등                                                                | 시작    | 종료    | 주기                                      |
| ---- | ---------------------------------------------------------------- | ------------------------------------------------------------------- | ------------------------------------------------------------------------ | ------- | ------- | ----------------------------------------- |
| 00   | Ｚ                                                               | Ｚ                                                                  | 2009년                                                                   | 2009    | 2009    | Ｚ                                        |
| 01   | 이누×보쿠SS                                                      | 후지와라 코코아                                                     | －                                                                       | 2009.05 | 2014.03 |                                           |
| 02   | 콥스파티 BloodCovered                                            | 시노미야 토시미（작화）                                             | 케도인 마코토（원작・감수）                                              | 2009.05 | 2012.11 | ←『간간 파워드』                          |
| 03   | 전국 스트레이즈                                                  | 나나미 신고                                                         | －                                                                       | 2009.05 | 2014.11 | ←『월간 간간 WING』                       |
| 04   | 황혼소녀×암네지아                                                | 메이비                                                              | －                                                                       | 2009.05 | 2013.10 |                                           |
| 05   | 안돼 여동생 카페♥Dear                                            | 유즈키 료타                                                         | －                                                                       | 2009.05 | 2010.04 | 『간간 ONLINE』 과 병행 연재              |
| 06   | 여름의 폭풍!                                                     | 코바야시 진                                                         | －                                                                       | 2009.05 | 2010.10 | ←『월간 간간 WING』                       |
| 07   | 해바라기                                                         | 히야마 다이스케（작화）                                             | 고（원작・감수） 타츠키치（캐릭터 원안）                                 | 2009.05 | 2011.01 |                                           |
| 08   | 프라나스 걸                                                      | 마츠모토 토모키                                                     | －                                                                       | 2009.05 | 2013.04 |                                           |
| 09   | 문학소녀 시리즈                                                  | 코우사키 리토（작화）                                               | 노무라 미츠키（원작） 타케오카 미호（캐릭터 원안）                       | 2009.05 | 2010.11 | ←『간간 파워드』                          |
| 10   | 마나비야                                                         | 코지마 아키라                                                       | －                                                                       | 2009.05 | 휴재중  |                                           |
| 11   | 얀데레 그녀                                                      | 시노비                                                              | －                                                                       | 2009.05 | 2015.05 | 『간간 ONLINE』 과 병행 연재              |
| 12   | 러브×롭×스톡홀름                                                 | 하루세 히로키                                                       | －                                                                       | 2009.05 | 2010.06 |                                           |
| 13   | 괭이 갈매기 울 적에 Episode1:Legend of the golden witch          | 나츠미 케이（작화）                                                 | 용기사07（원작・감수）                                                   | 2009.05 | 2009.09 | ←『간간 파워드』                          |
| 14   | 쓰르라미 울 적에 해 마츠리바야시 편                              | 스즈라키 카린（작화）                                               | 용기사07（원작・감수）                                                   | 2009.05 | 2011.05 | ←『간간 파워드』                          |
| 15   | 실낙원                                                           | 나오무라 토오루                                                     | －                                                                       | 2009.06 | 2011.04 |                                           |
| 16   | 오늘의 마왕님                                                    | 히이라키 유이치                                                     | －                                                                       | 2009.07 | 2010.04 |                                           |
| 17   | EIGHTH                                                           | 카와치 이스미                                                       | －                                                                       | 2009.08 | 2016.06 |                                           |
| 18   | 자택 경비 공주 테라스                                            | 시모무라 토모히로                                                   | －                                                                       | 2009.09 | 2010.01 | ←『간간 ONLINE』                          |
| 19   | 레일・예일・블루                                                 | 카라사와 카스요시                                                   | －                                                                       | 2009.09 | 2010.07 |                                           |
| 20   | 괭이 갈매기 울 적에 Episode3:Banquet of the golden witch         | 나츠미 케이（작화）                                                 | 용기사07（원작・감수）                                                   | 2009.10 | 2011.07 |                                           |
| 21   | 사신에게 마지막 소원을                                           | 야마쿠치 미코토                                                     | －                                                                       | 2009.11 | 2011.04 |                                           |
| 22   | 아!                                                              | 코시마 아키라                                                       | －                                                                       | 2009.11 | 2011.04 | ←『간간 ONLINE』                          |
| 23   | 아라크니드                                                       | 이후시 신센（작화）                                                 | 무라타 신야（원작）                                                      | 2009.12 | 2016.01 |                                           |
| 23.5 | Ｚ                                                               | Ｚ                                                                  | 2010년                                                                   | 2010    | 2010    | Ｚ                                        |
| 24   | 첫 연애                                                          | 카사마 아야미                                                       | －                                                                       | 2010.01 | 2011.01 |                                           |
| 25   | 절대†여왕정                                                      | 나루미 나루                                                         | －                                                                       | 2010.02 | 2011.01 |                                           |
| 26   | 우리집은 책방                                                    | 요코야마 토모                                                       | －                                                                       | 2010.02 | 2013.07 |                                           |
| 27   | 아카메가 벤다!                                                   | 타시로 테우야（작화）                                               | 타카히로（원작）                                                         | 2010.04 | 2017.01 |                                           |
| 28   | 황제의 신부                                                      | CHuN（작화） [[Friendly Land<span]] style="font-size:90%;">（협력） | Antikim（원작・콘티 구성） Avra（원작・각본）                            | 2010.04 | 2010.07 |                                           |
| 29   | 절대☆령역                                                        | 요시베 아쿠로                                                       | －                                                                       | 2010.06 | 2014.09 | #전국 GAG전투 승리 진출전 작품            |
| 30   | 세토의 신부                                                      | 키무라 타히코                                                       | －                                                                       | 2010.06 | 2010.12 | ←『월간 간간 WING』                       |
| 31   | 괭이 갈매기 울 적에 Episode5:End of the golden witch             | 아키타카（작화）                                                    | 용기사07（원작・감수）                                                   | 2010.11 | 2012.12 |                                           |
| 32   | 꽃이 피는 첫걸음                                                 | 치타 에이토（작화）                                                 | P.A. 웍스（원작）                                                        | 2010.12 | 2012.10 |                                           |
| 32.5 | Ｚ                                                               | Ｚ                                                                  | 2011년                                                                   | 2011    | 2011    | Ｚ                                        |
| 33   | 카미요메                                                         | 카키소라 토미야키                                                   | －                                                                       | 2011.01 | 2011.12 | #J1그랑프리 우승작품                      |
| 34   | "문학소녀"와 굶주리고 목마른 유령                                | 코우사카 리토（작화）                                               | 노무라 미츠키（원작） 타케오카 미호（캐릭터 원안）                       | 2011.01 | 2013.09 |                                           |
| 35   | 해바라기 2nd episode                                             | 히야마 다이스케（작화）                                             | 고（원작・감수） 타츠키치（캐릭터 원안）                                 | 2011.03 | 2012.07 |                                           |
| 36   | 독신인 하즈키씨와.                                               | 카사마 아야미                                                       | －                                                                       | 2011.06 | 2012.08 |                                           |
| 37   | 내 여자친구와 소꿉친구가 완전 수라장                             | 나나스케（작화）                                                    | 유우지 유우지（원작） 루로오（캐릭터 원안）                              | 2011.07 | 2014.04 |                                           |
| 38   | 쓰르라미 울 적에 례 사이코로시 편                                | 스즈라키 카린（작화）                                               | 용기사07（원작・감수）                                                   | 2011.07 | 2011.12 |                                           |
| 39   | 모시는 딸과 젊은 제비                                            | 타카토우 레이코                                                     | －                                                                       | 2011.08 | 2012.06 | #J1그랑프리 우승 작품                     |
| 40   | 나와라! 코쿠리 씨                                                | 엔도 미도리                                                         | －                                                                       | 2011.08 | 2016.12 | #J1그랑프리 우승 작품                     |
| 41   | 밑바닥의 남자 -Scumbag Loser-                                    | 야마쿠치 미코토                                                     | －                                                                       | 2011.12 | 2013.01 |                                           |
| 41.5 | Ｚ                                                               | Ｚ                                                                  | 2012년                                                                   | 2012    | 2012    | Ｚ                                        |
| 42   | 좀빗치는 좀비에 포함되나요?                                      | 히이라키 유이치                                                     | －                                                                       | 2012.01 | 2014.08 | 완결에서 승격                             |
| 43   | 일주일간 친구                                                    | 하츠키 맛차                                                         | －                                                                       | 2012.02 | 2015.02 | 완결에서 승격                             |
| 44   | 괭이 갈매기 울 적에 산 Episode8:Twilight of the golden witch     | 나츠미 케이（작화）                                                 | 용기사07（원작・감수）                                                   | 2012.02 | 2015.07 |                                           |
| 45   | TARI TARI                                                        | 카키소라 토미야키（작화）                                           | EVERGREEN（원작） tanu（캐릭터 원안） 나오무라 토오루（구성）            | 2012.06 | 2012.11 |                                           |
| 46   | ROSE GUNS DAYS Season1                                           | 소이치로（작화）                                                    | 용기사07（원작・감수）                                                   | 2012.09 | 2014.03 |                                           |
| 47   | 아이돌마스터 신데렐라 걸즈                                       | namo（작화）                                                        | 반다이 남코 게임즈（원작）                                               | 2012.10 | 2013.11 |                                           |
| 47.5 | Ｚ                                                               | Ｚ                                                                  | 2013년                                                                   | 2013    | 2013    | Ｚ                                        |
| 48   | 내가 인기 없는 건 아무리 생각해도 너희들 탓이야!                 | 타니카와 니코                                                       | －                                                                       | 2013.02 | 2015.08 | 『간간 ONLINE』 연재작의 스핀오프         |
| 49   | 악마 가라사대 나의 신부                                          | 미야시로 린                                                         | －                                                                       | 2013.03 | 2013.12 | 『간간 ONLINE』 과 병행 연재              |
| 50   | 걸즈・고・어라운드                                               | 치타 에이토                                                         | －                                                                       | 2013.04 | 2014.01 |                                           |
| 51   | 세상에는 바보만 있네                                             | 마루미캉                                                            | －                                                                       | 2013.05 | 2014.02 |                                           |
| 52   | 다카하시 씨가 듣고있다                                           | 호쿠오 유우                                                         | －                                                                       | 2013.06 | 연재중  | 완결에서 승격                             |
| 53   | 사신님과 4인의 그녀                                              | CHuN（작화）                                                        | 스야마 신（원작）                                                        | 2013.07 | 2015.01 |                                           |
| 54   | 일찍이 마법소녀와 악은 적대하고 있었다                           | 후지와라 코코아                                                     | －                                                                       | 2013.10 | 2015.04 | 작가 사망으로 절필                        |
| 55   | 츠키요다 사다메가 세계를 구하는 방법                             | 우스이 류우（작화）                                                 | 시카하쿠（원작）                                                         | 2013.10 | 2014.06 | 완결에서 승격                             |
| 56   | 리스크 매니지먼트                                                | 야키 타카시                                                         | －                                                                       | 2013.11 | 2014.01 | 단기 집중 연재                            |
| 56.5 | Ｚ                                                               | Ｚ                                                                  | 2014년                                                                   | 2014    | 2014    | Ｚ                                        |
| 57   | 카케구루이                                                       | 나오무라 토오루（작화）                                             | 카와모토 호무라（원작）                                                  | 2014.04 | 연재중  |                                           |
| 58   | 살의의 전귀                                                      | 코와야시 타이키                                                     | －                                                                       | 2014.04 | 2015.03 |                                           |
| 59   | 마녀에게 주는 철퇴                                               | 히야마 다이스케（작화）                                             | 무라타 신야（원작）                                                      | 2014.04 | 2015.09 |                                           |
| 60   | 던전에서 만남을 추구하면 안 되는 걸까                            | 야키 타카시（작화）                                                 | 오오모리 후지노（원작） 하이무라 쿄타카 / 야스다 스즈히토（캐릭터 원안） | 2014.06 | 연재중  |                                           |
| 61   | 우라미코이, 코이, 우라미코이                                     | 아키타카                                                            | －                                                                       | 2014.07 | 연재중  | 완결에서 승격                             |
| 62   | 우우레! 사카라키 씨 -나와라! 코쿠리 씨 사카라키 아저씨 스핀오프- | 소이치로（작화）                                                    | 엔도 미도리（원작）                                                      | 2014.09 | 2016.02 |                                           |
| 63   | 교복의 반비레스로드                                              | 마츠모토 토모키                                                     | －                                                                       | 2014.09 | 연재중  |                                           |
| 64   | 그 흡혈귀는 올바르지 않은 꿈을 꾼다                              | 하츠키 메구미                                                       | －                                                                       | 2014.09 | 2015.12 |                                           |
| 65   | 하나님의 이야기                                                  | 쿠라타 노조미                                                       | －                                                                       | 2014.10 | 2014.12 | 단기 집중 연재                            |
| 65.5 | Ｚ                                                               | Ｚ                                                                  | 2015년                                                                   | 2015    | 2015    | Ｚ                                        |
| 66   | 악마도 발 딛기 두려워하는 곳                                     | 요시베 아쿠로                                                       | －                                                                       | 2015.04 | 2016.06 |                                           |
| 67   | 재와 환상의 그림갈                                               | 오쿠하시 무츠미（작화）                                             | 쥬몬지 아오（원작） 시라이 에리（캐릭터 원안）                           | 2015.05 | 2016.07 |                                           |
| 68   | 콥스파티                                                         | 칸죠（작화）                                                        | 영화 「콥스파티」 제작위원회（원작） CHIHIRO（네임 구성）                | 2015.06 | 2016.02 |                                           |
| 69   | 해피 슈가 라이프                                                 | 카키소라 토미야키                                                   | －                                                                       | 2015.06 | 연재중  | 완결에서 승격                             |
| 70   | 神恋 -카미코이-                                                  | 시노히                                                              | －                                                                       | 2015.07 | 2016.05 |                                           |
| 71   | 쿠즈미 군, 분위기 읽고 있나요?                                   | 모스코                                                              | －                                                                       | 2015.09 | 연재중  | 완결에서 승격                             |
| 72   | 위대한 마녀 부안님의 관찰일기                                    | 타카세 아스카                                                       | －                                                                       | 2015.10 | 연재중  | 완결에서 승격                             |
| 73   | 카케구루이 트윈                                                  | 사이키 케이（작화）                                                 | 카와모토 호무라（원작）                                                  | 2015.10 | 연재중  |                                           |
| 74   | 綴 -눈을 열어 보이는 경치-                                       | 하키 아스                                                           | －                                                                       | 2015.10 | 2016.09 |                                           |
| 75   | 내가 나이기 위해                                                 | 하즈키 맛차                                                         | －                                                                       | 2015.11 | 연재중  |                                           |
| 75.5 | Ｚ                                                               | Ｚ                                                                  | 2016년                                                                   | 2016    | 2016    | Ｚ                                        |
| 76   | 바니타스의 카르테                                                | 모치즈키 준                                                         | －                                                                       | 2016.01 | 연재중  |                                           |
| 77   | 시골의 경관 씨                                                   | 미야시로 린                                                         | －                                                                       | 2016.04 | 연재중  |                                           |
| 78   | J타쿠 남자 ☆ 아사히나 군                                         | 나나미 신고                                                         | －                                                                       | 2016.07 | 연재중  |                                           |
| 79   | 시부야 금붕어                                                    | 아오이 히로우미                                                     | －                                                                       | 2016.10 | 연재중  |                                           |
| 80   | 여동생만 있으면 돼. 외전 여동생이 될 수만 있으면 돼!             | 코바시코                                                            | 히라사카 요미（원작） 칸도쿠（캐릭터 원안）                              | 2016.11 | 연재중  |                                           |
| 81   | 綴 -편지-                                                        | 하키 아스                                                           | －                                                                       | 2016.11 | 2017.01 | 『 綴 -눈을 열어 보이는 경치-』 의 후일담 |
| 82   | INNOCENT-DEVIL                                                   | 소이치로（작화）                                                    | 나카무라 하지메（원작）                                                  | 2016.12 | 연재중  |                                           |
| 82.5 | Ｚ                                                               | Ｚ                                                                  | 2017년                                                                   | 2017    | 2017    | Ｚ                                        |
| 83   | 카케구루이（베타）                                               | 카와무라 타쿠（작화）                                               | 카와모토 호무라（원작・감수）                                            | 2017.01 | 연재중  |                                           |
| 84   | 하늘색 플러터                                                    | 하시이 코마（작화）                                                 | 오쿠라（원작）                                                           | 2017.02 | 연재중  |                                           |